# Robert Osborne
Robert Jolin Osborne (n. 3 mai 1932, Colfax⁠(d), Washington, SUA – d. 6 martie 2017, New York City, New York, SUA) a fost un actor, istoric de film, prezentator de televiziune american și autorul cel mai bine cunoscut ca primar gazdă pentru un post de televiziune Turner Classic Movies (TCM). Înainte de TCM, Osborne fusese editorialist la The Hollywood Reporter și apoi realizator-prezentator al emisiunilor de la The Movie Channel. Osborne a scris, de asemenea, istoria oficială a Premiilor Oscar, publicată inițial în 1988 și revizuită cel mai recent în 2013.

## Primii ani
Osborne s-a născut pe 3 mai 1932, în micul oraș Colfax, Washington, unde și-a petrecut copilăria. Părinții săi au fost Robert Eugene Osborne, un profesor de la o școală publică, și Hazel Ida (născută Jolin). Osborne a absolvit Școala de Jurnalism de la Universitatea din Washington.

## Cariera
Osborne și-a început cariera lucrând ca actor la studioul Desilu deținut de Desi Arnaz și Lucille Ball. El a lucrat alături de Lucille Ball, care se ocupa de educația unor tineri interpreți precum Osborne și actrița-cântăreață Carole Cook.
Una din primele apariții la televiziune ale lui Osborne a fost într-un episod din 1959 al serialului Westinghouse Desilu Playhouse intitulat „Chain of Command”, cu Hugh O'Brian în rol principal. El a apărut, de asemenea, în episodul de Crăciun „The Desilu Revue” (decembrie 1959) al Desilu Playhouse. De asemenea, a obținut roluri mici în emisiuni TV precum The Californinas și în episodul pilot „The Clampetts Strike Oil” al sitcomului The Beverly Hillbillies, în rolul lui Jeff Taylor. Nu a dorit să semneze un contract pentru apariția în serial, deoarece s-a gândit că nu va avea succes, și și-a concentrat atenția, în schimb, pe apariția în reclamele de televiziune.
Ball i-a sugerat să-și concentreze eforturile pentru a deveni jurnalist, după cum afirma el adesea sub formă de glumă: „mai ales după ce m-a văzut jucând”. După The Beverly Hillbillies, Osborne s-a concentrat mai mult pe scris și jurnalism. În 1965 Osborne a publicat prima sa carte intitulată Academy Awards Illustrated.
În 1977, Osborne a început o carieră de lungă durată ca editorialist pentru The Hollywood Reporter. În anul următor, el a publicat 50 Golden Years of Oscar, care a obținut în 1979 Premiul National Film Book. După ce a devenit membru al Los Angeles Film Critics Association, el a fost ales președinte în 1981 și a îndeplinit această funcție până în 1983. În 1982 Osborne a început un stagiu de cinci ani ca reporter de divertisment la Channel 11 KTTV din Los Angeles. În plus, el a început să scrie seria de articole Rambling Reporter pentru The Hollywood Reporter, care a apărut de cinci ori pe săptămână.
În 1984, Osborne a început să realizeze și să prezinte emisiuni pentru The Movie Channel, obținând în 1984 Premiul pentru jurnalism al Publicists Guild of America. În anul următor, a început o relație cu Academy of Motion Picture Arts and Sciences (AMPAS), când a realizat un spectacol omagial dedicat actriței Shirley Temple la Teatrul Samuel Goldwyn al Academiei de Film din Beverly Hills. În 1988, AMPAS l-a însărcinat să scrie 60 Years of the Oscar; mai târziu, el a scris cinci ediții revizuite ale volumului, cea mai recentă fiind 85 Years of the Oscar în 2013.
În 1994 Ted Turner a fondat Turner Classic Movies ca un concurent al American Movie Classics (cunoscut în prezent ca AMC). Osborne a fost ales ca gazdă a emisiunilor nocturne. În afară de prezentarea a patru filme în primetime timp de șapte zile pe săptămână, el a organizat o emisiune specială de interviuri „Private Screening” cu actori și regizori celebri. Începând din 2006, Osborne a realizat emisiuneaThe Essentials a TCM. Colegii săi de platou au fost Molly Haskell în 2006-2007, Carrie Fisher în 2007-2008, Rose McGowan în 2008-2009, Alec Baldwin în 2009-2011, Drew Barrymore și în cele din urmă Sally Field.
Osborne a participat, de asemenea, la evenimentele organizate la Centrul Paley pentru Media din New York, omagiind carierele în televiziune ale lui Lucille Ball și Cloris Leachman. Începând din 2005, Osborne a găzduit „Festivalul de Film Clasic Robert Osborne”, organizat anual la Athens, Georgia. Evenimentul non-profit este organizat de Colegiul de Jurnalism și de Comunicare al Universității din Georgia. În 2010, Osborne a găzduit primul Festival de Film de la Classic TCM și a participat la festivalurile anuale ulterioare.
În 2011, TCM a anunțat că Osborne va lua „o scurtă pauză de la îndatoririle sale de gazdă a TCM pentru intervenții chirurgicale minore, urmată de o vacanță”. Osborne a continuat, cu toate acestea, să apară în emisiunile de sâmbătă seara „The Essentials”, cu Alec Baldwin. În 2012 Osborne a început să împartă o parte din îndatoririle sale de găzdă cu Ben Mankiewicz. Mankiewicz a prezentat filme de maximă audiență în două nopți pe săptămână, precum și multe evenimente în timpul zilei. Osborne a declarat că va continua să lucreze „atâta timp cât voi fi sănătos și atâta timp cât cred că arăt O.K. în fața camerei”. El a mai spus: «Dacă eu nu aș putea să o fac cu entuziasm, atunci ar fi timpul să renunț.»
În 2014, ca parte a unui contract exclusiv cu Disney, Turner Classic Movies a fost de acord să sponsorizeze The Great Movie Ride. Atracția a avut parte de o reînnoire în 2015, cu adăugarea unui nou pre-show și a unui post-show găzduite de Osborne. Modificările au fost prezentate pe 29 mai 2015.

## Moartea
Osborne a părăsit televiziunea la începutul anului 2016, din cauza unei probleme de sănătate nedezvăluite public, și a ratat o serie de evenimente anuale TCM pe parcursul acelui an. Câțiva ani mai devreme, în 2011, el a pierdut patru luni de emisiuni din cauza unei „intervenții chirurgicale minore, urmate de o vacanță”.
Osborne a murit în apartamentul său din New York, situat în complexul The Osborne de pe West 57th Street, în ziua de 6 martie 2017. Potrivit medicilor, a murit din cauze naturale. Avea vârsta de 84 de ani.

## Viața personală
Osborne s-a mutat la New York la sfârșitul anilor 1980. În timpul vieții sale s-au aflat puține detalii despre viața sa personală, dar după moartea sa s-a confirmat că era de 20 de ani într-o relație cu regizorul și producătorul teatral David Staller; acesta din urmă a confirmat mass-mediei  vestea morții lui Osborne. Staller a dezvăluit, de asemenea, în numărul din 6 martie 2017 al The New York Daily News că Osborne suferea de insuficiență renală de mai mulți ani și avea și alte probleme de sănătate.

## Premii și onoruri
Osborne a obținut în 1984 Premiul pentru jurnalism al Publicists Guild of America. De asemenea, el a primit titlul de doctor honoris causa al Academy of Art University în 2005 și a fost distins cu o stea pe Vine Street de pe Hollywood Walk of Fame în 2006. În 2007 el a primit Premiul William K. Everson din partea National Board of Review.
În ianuarie, 2016, Osborne a primit Premiul William Cameron Menzies din partea Art Directors Guild, recunoscându-i-se activitatea de 35 de ani ca jurnalist, critic și istoric de film.

## Lucrări
Cărți
- Academy Awards Illustrated. ESE California. 1965. ISBN 978-0912076041.
- Hollywood Legends: The Life and Films of Humphrey Bogart and Greta Garbo. Marvin Miller. 1967.
- Academy Awards Oscar Annual. ESE California. 1971.
- Best Actor Oscar Winners Since 1927. ESE California. 1977. ISBN 978-0912076034.
- Best Picture Oscar Winners Since 1927. ESE California. 1977. ISBN 978-0912076058.
- Best Actress Oscar Winners. ESE California. 1977. ISBN 978-0912076027.
- 50 Golden Years of Oscar. ESE California. 1978. ISBN 978-0912076300.
- 60 Years of the Oscar: The Official History of the Academy Awards. Equation. 1988. ISBN 978-1853361463.
  - 65 Years of the Oscar: The Official History of the Academy Awards. Abbeville Press. 1994. ISBN 978-1558597150.
  - 70 Years of the Oscar: The Official History of the Academy Awards. Abbeville Press. 1999. ISBN 978-0789204844.
  - 75 Years of the Oscar: The Official History of the Academy Awards. Abbeville Press. 2003. ISBN 978-0789207876.
  - 80 Years of the Oscar: The Official History of the Academy Awards. Abbeville Press. 2008. ISBN 978-0789209924.
  - 85 Years of the Oscar: The Official History of the Academy Awards. Abbeville Press. 2013. ISBN 978-0789211422.
- Osborne, Robert; Foreman, Alexa L.; Peltason, Ruth A.; Vieira, Mark A. (2004). In the Picture: Production Stills from the TCM Archives. Chronicle Books. ISBN 978-0811844161.

Prefețe
- Edwards, Dianna (2003). Picture Show: Classic Movie Posters from the TCM Archives. Foreword by Robert Osborne. Chronicle Books. ISBN 978-0811841542.
- Carlyle, John (2006). Under the Rainbow: An Intimate Memoir of Judy Garland, Rock Hudson and My Life in Old Hollywood. Foreword by Robert Osborne. Da Capo Press. ISBN 0786720344.
- Turner Classic Movies (2006). Leading Men: The 50 Most Unforgettable Actors of the Studio Era. Foreword by Robert Osborne. Chronicle Books. ISBN 978-0811854672.
- Turner Classic Movies (2006). Leading Ladies: The 50 Most Unforgettable Actresses of the Studio Era. Foreword by Robert Osborne. Chronicle Books. ISBN 978-0811852487.
- Miller, Frank (2008). Leading Couples: The Most Unforgettable Screen Romances of the Studio Era. Introduction by Robert Osborne. Chronicle Books. ISBN 978-0811863018.